# Crossocheilus
Crossocheilus – rodzaj słodkowodnych ryb z rodziny karpiowatych (Cyprinidae).

## Występowanie
Azja Południowa i Południowo-Wschodnia.

## Klasyfikacja
Gatunki zaliczane do tego rodzaju:
- Crossocheilus atrilimes
- Crossocheilus burmanicus
- Crossocheilus caudomaculatus
- Crossocheilus cobitis
- Crossocheilus diplochilus
- Crossocheilus elegans
- Crossocheilus gnathopogon
- Crossocheilus klatti
- Crossocheilus langei
- Crossocheilus latius
- Crossocheilus nigriloba
- Crossocheilus oblongus – grubowarg syjamski[3]
- Crossocheilus obscurus
- Crossocheilus periyarensis
- Crossocheilus pseudobagroides
- Crossocheilus reticulatus

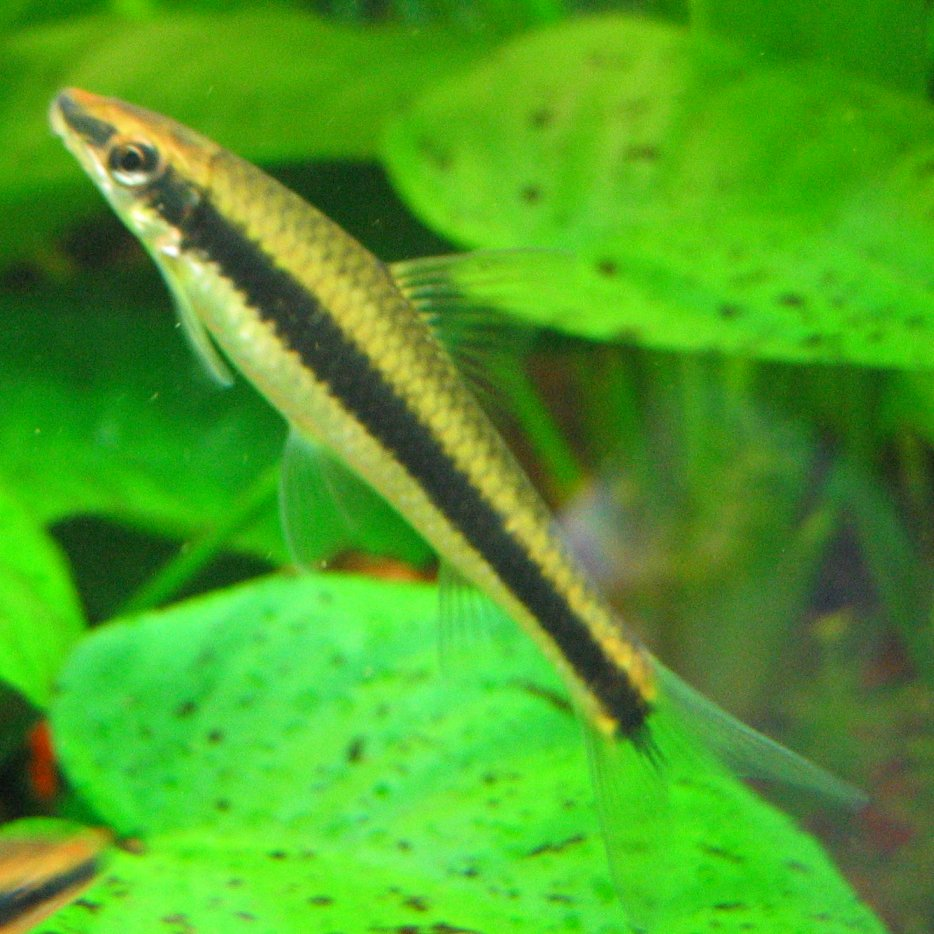
Crossocheilus oblongus
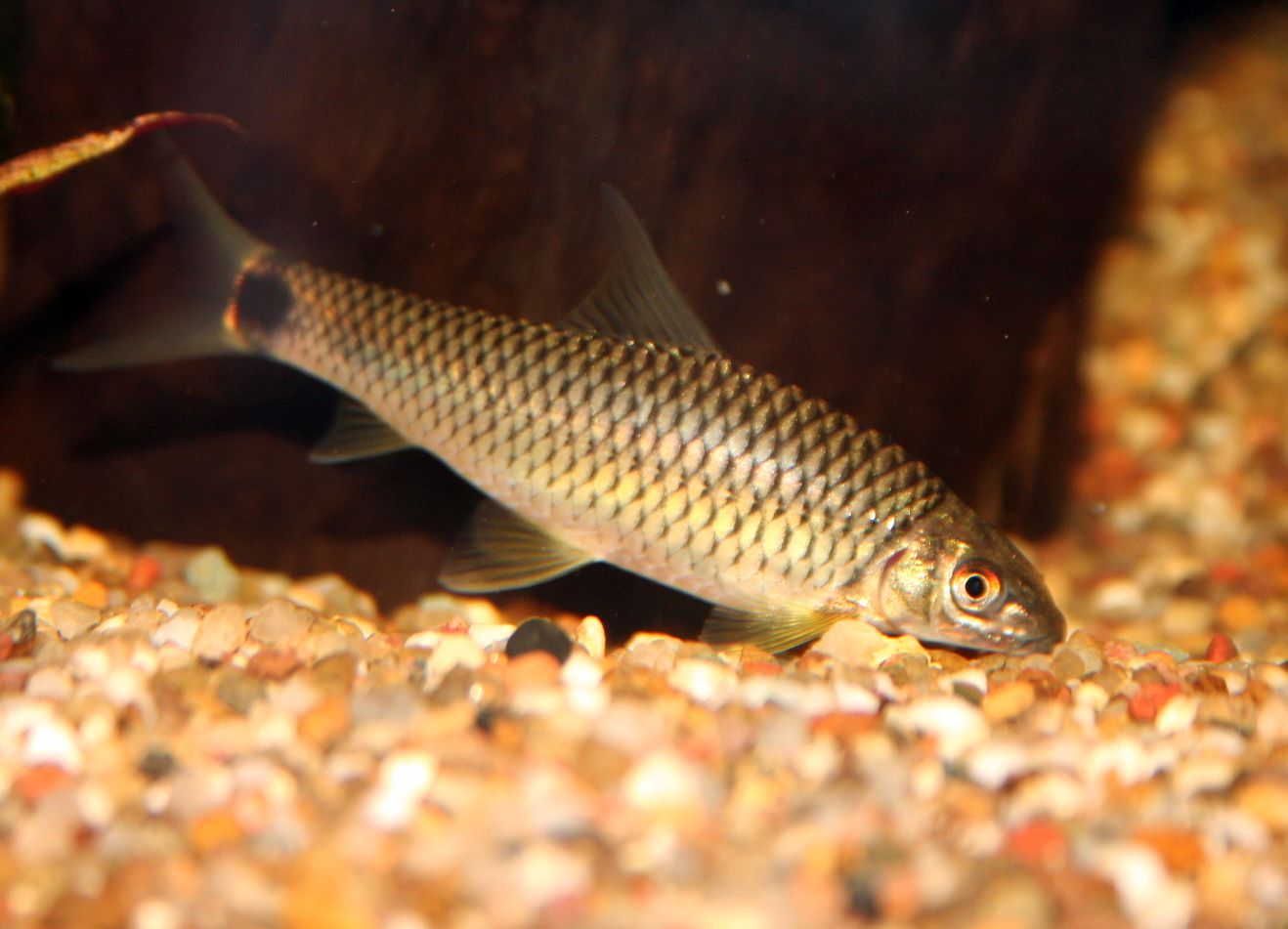
Crossocheilus reticulatus